# Campeonato de España de Ciclismo en Ruta 1990
El LXXXIX Campeonato de España de Ciclismo en Ruta se disputó en Vitoria (Álava) el 24 de junio de 1990 sobre 256 kilómetros de recorrido. Participaron 139 corredores y sólo 89 terminaron el recorrido.
El vencedor final fue el bejarano Laudelino Cubino que superó en el sprint final a Francisco Javier Mauleón y a Miguel Induráin. Tras ellos llegó un pelotón de 38 unidades comandado por Manuel Martínez Costa a escasos 10 segundos.

## Clasificación
| \| 1. \| \| Laudelino Cubino \| BH-Amaya \| 6h 58' 02" \| \| 2. \| \| Francisco Javier Mauleón \| CLAS-Cajastur \| m.t. \| \| 3. \| \| Miguel Induráin \| Banesto \| m.t. \| \| 4. \| \| Manuel Martínez Costa \| Lotus \| + 10" \| \| 5. \| \| Antonio Esparza \| Puertas Mavisa \| m.t. \| \| 6. \| \| Miguel Ángel Martínez \| ONCE \| m.t. \| \| 7. \| \| Jesús Rodríguez Magro \| Banesto \| m.t. \| \| 8. \| \| Jon Unzaga \| CLAS-Cajastur \| m.t. \| \| 9. \| \| Iñaki Gastón \| CLAS-Cajastur \| m.t. \| \| 10. \| \| Javier Murguialday \| BH-Amaya \| m.t. \| |  |                          |                |            |
| 1. |  | Laudelino Cubino         | BH-Amaya       | 6h 58' 02" |
| 2. |  | Francisco Javier Mauleón | CLAS-Cajastur  | m.t.       |
| 3. |  | Miguel Induráin          | Banesto        | m.t.       |
| 4. |  | Manuel Martínez Costa    | Lotus          | + 10"      |
| 5. |  | Antonio Esparza          | Puertas Mavisa | m.t.       |
| 6. |  | Miguel Ángel Martínez    | ONCE           | m.t.       |
| 7. |  | Jesús Rodríguez Magro    | Banesto        | m.t.       |
| 8. |  | Jon Unzaga               | CLAS-Cajastur  | m.t.       |
| 9. |  | Iñaki Gastón             | CLAS-Cajastur  | m.t.       |
| 10. |  | Javier Murguialday       | BH-Amaya       | m.t.       |